# Namibian Broadcasting Corporation
Namibian Broadcasting Corporation (NBC) es la empresa de radiotelevisión pública de Namibia. Fue establecida en 1990, reemplazando a la South West African Broadcasting Corporation.

## Historia
En noviembre de 1969, la radiotelevisora pública de Sudáfrica, la South African Broadcasting Corporation (SABC), inició los servicios de radio FM en Namibia, entonces conocida como África del Sudoeste, con la creación de Radio Ovambo, que transmite en los idiomas kwanyama y ndonga, además de Radio Herero y Radio Damara Nama.
A estas radios se sumó la introducción de Radio Kavango en febrero de 1976, en el límite nororiental con Angola, que transmite en lenguas kwangan, mbukushu y jeiriku. Sin embargo, la SABC se desligó del control de estos servicios en mayo de 1979, cuando se creó la South West African Broadcasting Corporation (SWABC), conocida en afrikáans como Suidwes-Afrikaanse Uitsaaikorporasie.
El servicio televisivo de la SWABC fue introducido en 1981, emitiendo una mezcla de programación de la SABC (pregrabada en cintas) y programación local en inglés, afrikáans y alemán. Después del establecimiento de la NBC en 1990, el canal comenzó a transmitir solamente en inglés.

## Radio
La NBC opera ocho estaciones de radio que transmiten 10 horas al día en inglés, afrikáans, alemán, oshiwambo, herero y khoekhoe.
- National Service 1 en inglés
- National Service 2 en afrikáans
- National Service 3 en alemán
- Oshiwambo Service en ovambo y kwanyama para el norte y noroeste
- Otjiherero Service en herero y setswana para el este
- Damara/Nama Service en idiomas damara y nana para el centro de Namibia
- Rukavango Service en kwangali para Caprivi Strip
- Radio Opuwo, la cual fue inaugurada en 2000, con una unidad de soporte a la estación regional de Oshakati en el norte

## Televisión
La NBC opera un canal de televisión, que emite principalmente en inglés, con un poco de programación en alemán y lenguas indígenas. Era un monopolio dentro de la televisión en Namibia hasta 2008, cuando fue lanzada One Africa Television, un canal privado.